# روبرت إف. فيشر
روبرت إف. فيشر (بالإنجليزية: Robert F. Fisher)‏ هو عسكري أمريكي، ولد في 18 فبراير 1879، وتوفي في 20 يوليو 1969.